# Muchołówki
Muchołówki (Muscicapinae) – podrodzina ptaków z rodziny muchołówkowatych (Muscicapidae). 

## Zasięg występowania
Podrodzina obejmuje gatunki występujące w Afryce i Eurazji.

## Systematyka
Do podrodziny należą następujące plemiona:
- Copsychini
- Muscicapini